# 中津川市
中津川市（日语：／ Nakatsugawa shi */?）為日本岐阜縣的一個市，位于岐阜縣東南端。接鄰長野縣，自來便和木曾谷、伊那谷關係很深，近年則是與中京圈的關係逐漸增強。因行政範圍內有斷層通過，所以山地眾多，而在此流入木曾川的河川雖然規模不大但都是清流，就水質清澈來說在木曾川水系中也是有數的。

## 地理
- 山：惠那山、神坂山、燒山、保古山、奧三界岳、夕森山、笠置山、高時山、小秀山、前山
- 河川：木曾川、付知川、阿木川、白川、川上川、中津川、落合川、四目川、和田川
- 湖沼：根之上湖、保古之湖、阿木川湖、椛之湖、高峰湖、瓢箪池（ひょうたん池）、神谷池
- 水壩：落合水壩、大井水壩

## 出身名人
- 長瀨富郎（企業家、花王的創業者）
- 島崎藤村（小說家）
- 伊藤潤二（漫畫家、住在中津川市）
- 花田光（聲優）